# Ernie Parker
Ernest Frederick "Ernie" Parker (Perth, 5 de Novembro de 1883 - Caëstre, 2 de Maio de 1918) foi um tenista e cricketer australiano.

## Grand Slam finais

### Simples (1 título 1 vice)
| Resultado | Ano  | Campeonato      | Oponente     | Placar             |
| --------- | ---- | --------------- | ------------ | ------------------ |
| Vice      | 1909 | Australian Open | Tony Wilding | 1–6, 5–7, 2–6      |
| Campeão   | 1913 | Australian Open | Harry Parker | 2–6, 6–1, 6–2, 6–3 |